# Aimar de Borbó
Aimar de Borbó, o Aimard o Ademar, (c.894 - c.953) va ser senyor de Souvigny i l'avantpassat més remot conegut de la Casa de Borbó.
Aimar era veguer de Châtel-de-Neuvre (pagus Denobrensis) pel duc Guillem I d'Aquitània. És el primer ancestre històricament conegut de la Casa borbònica, citada el 913, quan el rei Carles el Simple li va concedir com a recompensa per la seva fidelitat diverses terres situades al Berry, Alvèrnia i al voltant d'Autun, a la vora de l'Alier.
Aimar estava al capdavant d'una vegueria important per la seva ubicació a les fronteres d'Alvèrnia i Berry. Aquesta vegueria es considera que contenia les terres situades entre Châtel-de-Neuvre, Marigny i Neuvy.
Va donar, al voltant de 915, "per temor a la Gehenna, pel bé de Déu i remei a la seva ànima" l'alou de Souvigny, amb l'església dedicada a Sant Pere, a l'abadia de Cluny fundada el 910. Amb aquesta donació, probablement un acte polític, donava la seva vila a l'abadia fundada pel seu suzerani.
Aimar es va casar amb una dona anomenada Ermengarda i tingué uns quatre fills:
- Aimó I de Borbó, primer senyor de Borbó
- Arquimbald
- Dagobert
- Emmó